# Suguru Awaji
Suguru Awaji (淡路卓 Awaji Suguru?, n. 26 iulie 1989, Sendai, Japonia) este un scrimer japonez specializat pe floretă, vicecampion olimpic pe echipe la Jocurile Olimpice din 2012 de la Londra.

## Carieră
S-a apucat de scrimă la vârsta de opt ani, luând exemplul tatălui. A fost campion mondial la juniori în 2008. În sezonul următor a urcat pe primul podium de Cupa Mondială al carierei sale, cu o medalie de argint la etapa de la Montréal. 
S-a alaturat echipei naționale a Japoniei pentru Campionatul Mondial din 2010, unde s-a clasat pe locul 14. La proba pe echipe, Japonia a pierdut în semifinală cu Italia, apoi a trecut de Rusia, cucerind medalia de bronz. Câteva săptămâni mai târziu a participat la Jocurile Asiatice de la Guangzhou, unde Japonia a câștigat medalia de argint.
La Jocurile Olimpice din 2012 a fost selecționat ca rezervă, participând doar la proba pe echipe. A observat de pe margine victorii Japoniei în față Chinei, apoi a Germaniei. A intrat pe planșa în finala cu Italia, fiind invins 4–5 de Andrea Cassarà. În cele din urmă a cedat Japonia 39–45, obtinând medalia de argint.

## Palmares
Clasamentul la Cupa Mondială
| An  | 2006 | 2007 | 2008 | 2009 | 2010 | 2011 | 2012 | 2013 | 2014 | 2015 |
| --- | ---- | ---- | ---- | ---- | ---- | ---- | ---- | ---- | ---- | ---- |
| Loc | 246  | 275  | 94   | 32   | 36   | 51   | 34   | 80   | 48   | 50   |

## Legături externe
- ja  Blog-ul oficial
- ja  Prezentare la Comitetul Olimpic din Japonia
- en Suguru Awaji la Olympedia.org